# ブロードウェイへの2枚の切符
『ブロードウェイへの2枚の切符』(Two Tickets to Broadway) は、1951年のアメリカ合衆国のミュージカル映画。
ジェイムス・V・カーンが監督し、RKOのバックロットにあるフォーティ・エーカーズで撮影された。
アカデミー賞においてジョン・アールバーグがアカデミー録音賞にノミネートされた。バスビー・バークレーが振付を行なった。

## ストーリー
売れない歌手のハンナ・ホルブルック(グロリア・デ・ヘイヴン)、ジョイス・キャンベル(アン・ミラー)、S・F・ロジャース(バーバラ・ローレンス)は三流興行主のルー・コンウェイ(エディ・ブラッケン)が手配したバーモント州での仕事が大失敗して意気消沈でバスに乗ってニューヨークに戻る。
バスに同乗していたナンシー・ピーターソン(ジャネット・リー)はダン・カーター(トニー・マーティン)がスーツケースを盗んだと誤解する。荷物により互いが演者であることがわかる。それぞれが自分のスーツケースを持ち、誤解も解けて親しくなる。
狡猾なルーはダンに女性歌手たちとのコンサートへの参加を持ちかける。デリカテッセンのオーナーであるリオとハリー(スミス&デイル)と会い、自分が手がける演者たちの上演資金を引き出せないか考える。モノマネ役者のウィラード・グレンドン(テイラー・ホームズ)はボブ・クロスビーのテレビ番組のプロデューサーのふりをする。
ボブ・クロスビーの番組に出演できると思い、皆が沸き立つ。ルーは何度も本物のプロデューサーに会おうとするが、うまくいかない。ルーはクロスビーがダンの歌唱力に嫉妬し出演させないのだと嘘をつく。怒ったナンシーはスタジオに乗り込みクロスビーとプロデューサーを非難する。しかしクロスビーもプロデューサーも全く身に覚えがない。
ナンシーは帰宅しようとバスに乗り込む。しかしクロスビーのプロデューサーはダンにとても興味があり、その夜の番組のオープニングへの出演を依頼する。ルーは今夜の番組の出演者はギャングだと言うが、ナンシーはもうルーの言葉を信じない。ナンシーは店の窓越しにダンがテレビで歌っているのを見て、急いでニューヨークに戻り共に番組に出演する。

## キャスト
- ダン・カーター：トニー・マーティン
- ナンシー・ピーターソン：ジャネット・リー
- ハンナ・ホルブルック：グロリア・デ・ヘイヴン
- ルー・コンウェイ：エディ・ブラッケン
- ジョイス・キャンベル：アン・ミラー
- S・F・ロジャース：バーバラ・ローレンス
- 本人：ボブ・クロスビー
- リオ(パレス・デリ)：チャールズ・デイル
- ハリー(パレス・デリ)：ジョー・スミス
- ウィラード・グレンドン：テイラー・ホームズ
- バスの水兵：バディ・ベア

当初パレス・デリの2人はローレル&ハーディのスタン・ローレルとオリヴァー・ハーディが配役されていたが、ローレルが病気となり降板した。コメディ・デュオのスミス&デイルが後継となった。

## 評価
$1,150,000の赤字を見積もられている。